# Vasikkasaari (ö i Finland, Södra Österbotten, Järviseutu, lat 63,10, long 23,72)
Vasikkasaari är en ö i Finland. Den ligger i sjön Lappajärvi sjö och i kommunen Alajärvi i den ekonomiska regionen  Järviseutu ekonomiska region  och landskapet Södra Österbotten, i den centrala delen av landet, 300 km norr om huvudstaden Helsingfors. Öns area är 15 hektar och dess största längd är 0,7 kilometer i nord-sydlig riktning.